# Bert Appling
Bert Appling est un acteur américain du cinéma muet, né le 6 décembre 1871 à Madera (Californie) et mort le 14 janvier 1960 à Downey (Californie).

## Filmographie sélective
- 1918 : Une vie de chien (A Dog's Life) de Charlie Chaplin
- 1919 : A Man's Fight (en) de Thomas N. Heffron
- 1920 : Pour la sauver (Just Pals) de John Ford
- 1927 : Horse Shoes (en) de Clyde Bruckman